# Pastuchovice
Pastuchovice (německy Pastuchowitz) jsou obec v severní části okresu Plzeň-sever v Plzeňském kraji. Leží 2,5 kilometru severně od Žihle. V obci žije 68 obyvatel.

## Historie
Pastuchovice jsou s jistotou poprvé písemně připomínány v roce 1558 jako součást rabštejnského panství v držení Šliků. Regionální historik Josef Kočka však ve své práci zmiňuje rok 1538 a Wenzel Rott uvádí k roku 1460 v Rakovníku vladyckou rodinu z Pastuchovic.
Šlikové drželi Pastuchovice až do roku 1564, dalších deset let vlastní rabštejnské panství Švamberkům na Přimdě, pak se vrací Šlikům. Roku 1578 panství koupil Jaroslav Libštejnský z Kolovrat spolu s Jiříkem z Kokořova na Šťáhlavech a Žluticích. Jaroslav Libštejnský v roce 1595 zemřel a Pastuchovice s dalšími vesnicemi zdědil syn Mikuláš Libštejnský z Kolovrat, který panství prodal roku 1599 Václavu Chotkovi z Chockova. Pánům z Chockova však byl majetek po stavovském povstání zkonfiskován.
Roku 1622 kupuje Žihli a další vesnice včetně Pastuchovic Heřman Černín z Chudenic a připojuje je k petrohradskému panství. Po třicetileté válce získávají převahu obyvatelé německé národnosti – k roku 1653 bylo ve vsi 8 českých usedlostí, 15 opuštěných usedlostí osídlili Němci a 2 usedlosti byly pusté.
Pastuchovice zůstaly součástí panství Petrohrad až do zrušení patrimoniální správy.

## Obyvatelstvo
Při sčítání lidu v roce 1921 zde žilo 356 obyvatel (z toho 175 mužů), z nichž bylo 101 Čechoslováků, 251 Němců a čtyři cizinci. Kromě 21 členů církve československé byli římskými katolíky. Podle sčítání lidu z roku 1930 měla vesnice 376 obyvatel: 109 Čechoslováků, 265 Němců a dva cizince. Kromě šesti evangelíků, 29 členů církve československé a devíti lidí bez vyznání se hlásili k římskokatolické církvi.
| Rok            | 1869 | 1880 | 1890 | 1900 | 1910 | 1921 | 1930 | 1950 | 1961 | 1970 | 1980 | 1991 | 2001 | 2011 | 2021 |
| -------------- | ---- | ---- | ---- | ---- | ---- | ---- | ---- | ---- | ---- | ---- | ---- | ---- | ---- | ---- | ---- |
| Počet obyvatel | 297  | 351  | 320  | 317  | 309  | 356  | 376  | 154  | 205  | 190  | 150  | 97   | 79   | 74   | 68   |
| Počet domů     | 45   | 48   | 48   | 49   | 52   | 57   | 65   | 65   | 47   | 46   | 37   | 41   | 43   | 28   | 46   |

## Obecní správa
Mezi lety 1869–1950 Pastuchovice byly obcí v okrese Podbořany. V letech 1961–1980 patřily jako část obce k Velečínu v okrese Plzeň-sever. Od 1. července 1980 do 23. listopadu 1990 patřily jako část obce k Žihli a od 24. listopadu 1990 jsou opět samostatnou obcí.

## Pamětihodnosti
- socha Krista Trpitele z roku 1771 na návsi
- zemědělská usedlost č. 19
- stará hasičská zbrojnice se zvonicí
- roubená stodola ve statku č. 7

## Okolí
Pastuchovice sousedí na severu s Blatnem, na severovýchodě s Velečínem, na jihu s Pohvizdy a dále s Žihlí. Západně od vsi začíná přírodní park Horní Střela, východně pak přírodní park Jesenicko.